# 仰せのままに★ご主人様!
『仰せのままに★ご主人様!』（おおせのままにごしゅじんさま）は2005年11月18日に桜月
より発売された18禁アドベンチャーゲームである。

## ストーリー
主人公、神谷欧介（かみや おうすけ）は、ホテル暮らしをする大富豪だった。年が明け、欧介は上流階級のパーティーに参加すると、自分のメイド達を自慢する大金持ち達。オマケに、「メイドを扱えない男は、一流の男とは言えない」と言われ、憤慨した欧介は、自分も負けじと屋敷を購入し、メイドを募集する事にした…。

## 登場キャラクター
神谷欧介（かみや おうすけ） 声：無し
主人公。××歳（南（後述）の台詞で、何歳であるかはバレバレ）。大手企業の社長で、大富豪の家に生まれた。朴念仁で、人を思いやる事を知らない。海外の大学を飛び級で卒業しており、見た目よりは若い。階段から落ち、足の骨を折ってしまう。過去に里湖（後述）と湖で何度も逢引をし、肉体関係を持っていた。実はかなりの努力家。
成瀬南（なるせ みなみ） 声：夏野こおり
欧介に雇われたメイドの1人。性格は明るく活発で、現役学園生であり神谷家から直接学園に通う。欧介の喧嘩相手。家事はテキパキとこなすが、多少荒っぽい。学園では、男女共に人気があり告白もされているが、仕事が多忙の為、誰とも付き合った事はない。欧介の年齢を知って、驚愕していた。
秋山夕絵（あきやま ゆえ） 声：一色ヒカル
欧介に雇われたメイドの1人。メイド長を務める。優しい性格で、欧介に対して常に気遣っている。家事については、丁寧で非の打ち所が無く、料理も申し分無い様である。過去に多くの主人に雇われた様だが、どの主人もどんな悪人であろうと、必ずと言ってよい程「いいひと」になっている。
雲宮姫子（くもみや ひめこ） 声：松田理沙
欧介に雇われたメイドの1人。大富豪の令嬢。欧介とは幼馴染で、彼の事を「お兄さま」と慕う。子供の頃から欧介に想いを寄せており、将来は彼と結婚しようと思っていたが、欧介自身は彼女の事を覚えてはいなかった為、落胆する。しかし、意地らしい性格の為、それでも彼のそばにいたいが為にメイドになる事を決意するが、お嬢様の為家事能力は皆無に等しい。乙女チックで、一度妄想をすると止まらない。
白木藍理（しらき あいり） 声：みる
欧介に雇われたメイドの1人。西洋人形の様な容姿をした超美少女。しかし家事はせず無口で無愛想で、スケッチブックを常に持ち歩いている。しょっちゅう、このスケッチブックに絵を描いているが、ゲームの冒頭で南に追われ走って来た欧介に描いていた絵を踏まれてしまい、見事な足形が付く。姫子同様家事能力は皆無に等しく、家事をさせようとしても眠ってしまう。欧介は何か反応を示さないかアプローチをするが、何も反応しない。
丘野かなた（おかの かなた） 声：涼森ちさと
欧介に雇われた執事見習い。欧介に「これで女だったら、理想的なメイドじゃないか」と思わせる程爽やかな性格で、自分の思った事を口に出さず、我慢強い性格。どんな事があっても、ニッコリと笑って見せる程爽やかである。欧介いわく、「炭酸飲料のコマーシャルに出てくるタレントのようなさわやかな笑顔」。毎朝、小鳥に餌を与えている。他に男がいなくなった為、欧介の友達になりたいと願っている。実は、かなたにはある秘密が････。
桜井野乃花（さくらい ののか） 声：まきいづみ
欧介の隠し子(?)。欧介の事を「パパさま」と呼び、慕う。家族から、自分自身と既に鬼籍に入っている母親の里湖の事を白眼視されるのに耐えられなくなり、家を飛び出し、父親（？）の欧介の許へとやって来た。欧介と一緒に寝る時に「七つの子」を歌うが、この歌は里湖に教えて貰った歌。
桜井里湖（さくらい さとこ） 声：一色ヒカル
欧介の初めての人。野乃花の母親。過去に湖で入水自殺を試み、当時未だ×学生（南の台詞から、何であるかはバレバレ）の頃の欧介に入水自殺を止められ、それが縁で彼と知り合う。以後、何度もその湖の畔で欧介と逢引を交わし、肉体関係を持っていた。肉体関係の果てに欧介の子供を身篭った時、彼女は「心配しなくても、後は私が全てするから」と、その日を最後に逢引を交わしていた湖の畔には姿を現さなかった。既に故人になっている為、回想シーンやイメージのみでの登場だが、ストーリーに密接に関わって来る重要人物である。
堀部（ほりべ） 声：無し
欧介の執事…だった者。欧介にメイド達を手配した人物。欧介の言う通りにメイドを手配しなかった為、彼に「無能執事」と呼ばれてしまう。ベテランだったのだが、欧介に不当な扱いを受けたとして執事を辞めてしまう。

## スタッフ
- 企画・シナリオ:村中志帆
- キャラクターデザイン:水月悠、未影
- 原画:水月悠、未影

- OP:走り出す季節
作詞:柚木まき
作曲:M.P.Yoshihira
歌:柚木まき